# Kamures Kadınefendi
Kamures Kadınefendi (5. března 1855 – 30. dubna 1921) byla manželka třicátého pátého osmanského sultána Mehmeda V. a matka Şehzade Mehmeda Ziyaeddina.

## Životopis
Narodila se v roce 1855 do rodiny čerkeského beye. Ve velmi nízkém věku byla darována jako služebná do paláce sultána. Nicméně tam si jí brzy všiml sultán Mehmed V. a oženil se s ní v září 1872 v paláci Örtakoy. Rok po sňatku porodila Kamures prince Mehmeda Ziyaeddina a poté v roce 1876 prince Mehmeda Necmeddina Efendiho. V roce 1918 akceptovala návštěvu bulharského krále Borise III., když přijel do Istanbulu a návštěvu císařovny Zity Bourbonsko Parmské v harému. Byla babičkou Safiye Ünüvar, která byla učitelkou palácové školy. Svého času byla prezidentkou společnosti Hilal-i Ahmer pro ženy. Po smrti sultána v roce 1918 dlouho v paláci nezůstala a přestěhovala se do paláce svého syna Mehmeda Necmeddina, kde žila až do své smrti v dubnu 1921. Byla pohřbena na hřbitově Eyüp vedle svého manžela.

## Tituly
- 27. dubna 1909 - 3. července 1918:
Devletlu Ismetlu Kamures Baș Kadınefendi Hazretleri (Její výsost hlavní dáma konkubína Kamures)